# Panulia papuensis
Panulia papuensis är en fjärilsart som beskrevs av W. Warren 1897. Panulia papuensis ingår i släktet Panulia och familjen mätare. Inga underarter finns listade i Catalogue of Life.